# Malaca Portuguesa

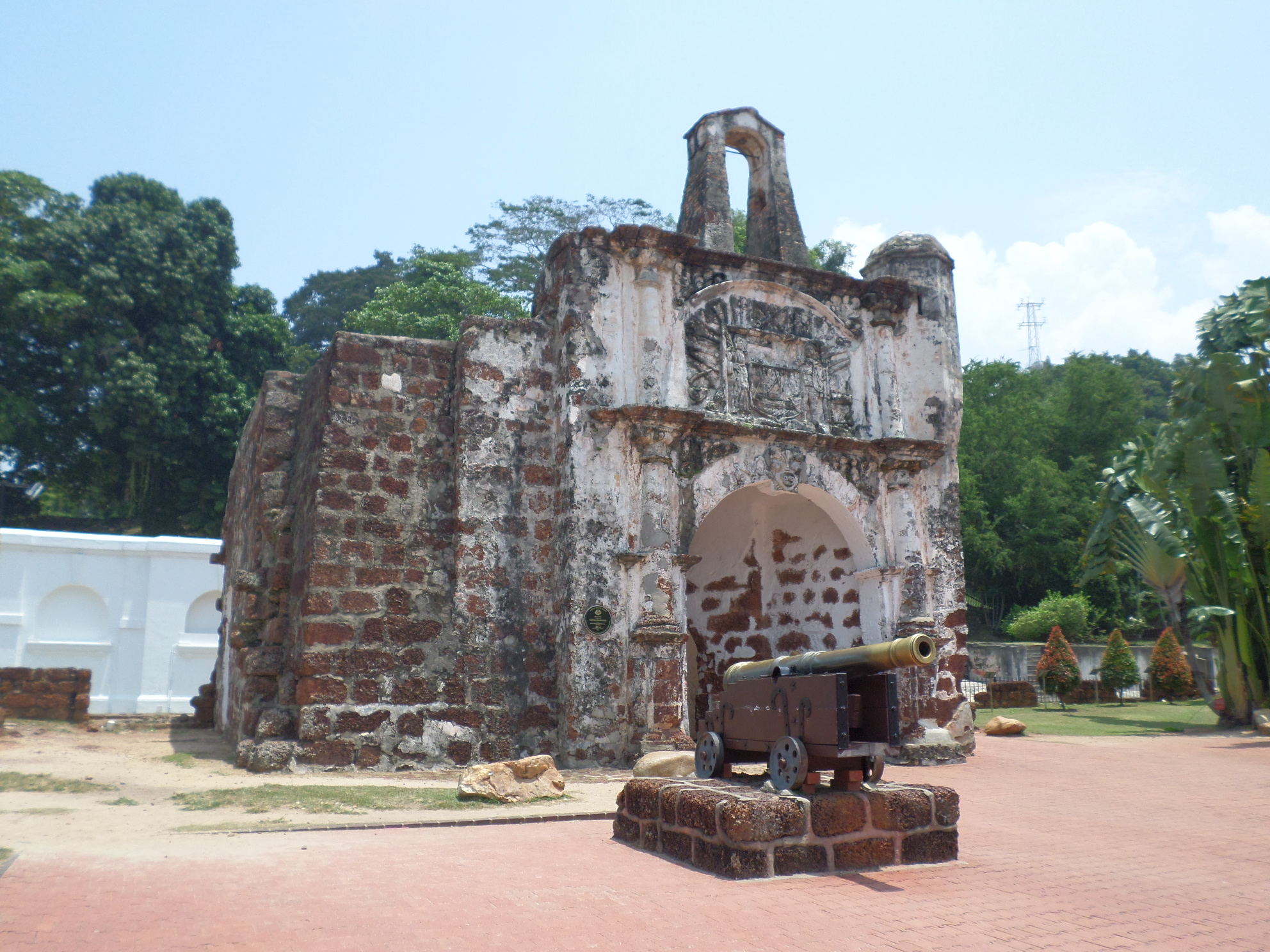
O Portão de Santiago, reduto sobrevivente da fortaleza de Malaca e da presença portuguesa. Fortaleza mais conhecida como A Formosa.

A Malaca Portuguesa era o território da atual Malaca dos nossos dias, que durante 130 anos (1511-1641) foi uma colónia Portuguesa.
Depois da queda de Malaca no dia 15 de Agosto de 1511, Afonso de Albuquerque procurou erigir fortificações permanentes antecipando os contra-ataques do Sultão Mahmud. Uma fortaleza foi construída no sítio do palácio do Sultão, destruído durante a luta pela cidade.